# Brunello Cucinelli (компания)
Brunello Cucinelli — итальянская компания, производитель одежды. Штаб-квартира расположена в Корчано (пригород Перуджи, Италия). Контрольный пакет акций принадлежит основателю, Брунелло Кучинелли.

## История
Брунелло Кучинелли (Brunello Cucinelli) родился 3 сентября 1953 года. В 1978 году он основал предприятие по производству женских свитеров из кашемира. В 1990-х годах компания начала выпуск мужских свитеров; к концу десятилетия продажи составляли 200 тыс. изделий в год. С 2000 года началось открытие магазинов Brunello Cucinelli в других странах.
В 2012 году компания провела первичное публичное предложение на Итальянской фондовой бирже.

## Деятельность
Основной продукцией компании являются изделия из кашемира, в первую очередь свитера. Центр производства находится в посёлке Соломео близ Перуджи, шерсть поставляется из Монголии и Внутренней Монголии. Под брендом Brunello Cucinelli по лицензии компания EssilorLuxottica производит очки, а Euroitalia — парфюмерию. Кроме основного бренда используются торговые марки Rivamonti и Gunex.
Выручка компании за 2023 год составила 1,14 млрд евро, из них 66 % пришлось на продажу через собственную розничную сеть насчитывавшую 152 магазина. Оставшуюся часть выручки принесли оптовые продажи другим торговым сетям.
На Италию в 2023 году пришлось 11 % выручки, на другие страны Европы — 26 %, на Америку — 36 %, на Азию — 27 %.